# Thomas Curry
Thomas John Curry (ur. 17 stycznia 1943 w Drumgoon w Irlandii) – amerykański duchowny katolicki pochodzenia irlandzkiego, biskup pomocniczy Los Angeles w latach 1994–2018.
Święcenia kapłańskie otrzymał w dniu 17 czerwca 1967 i inkardynowany został do archidiecezji Los Angeles.
8 lutego 1994 mianowany biskupem pomocniczym Los Angeles ze stolicą tytularną Ceanannus Mór. Sakry udzielił mu kard. Roger Mahony.
W liście do wiernych z 31 stycznia 2013 roku abp José Horacio Gómez poinformował, że przyjął rezygnację bp. Curry'ego z obowiązków biskupa regionu Santa Barbara w związku z aferą pedofilii duchownych w archidiecezji. Bp Curry był wówczas wikariuszem biskupim ds. kleru i jest odpowiedzialny wraz z kard. Mahonym za ukrywanie księży pedofilów.
3 kwietnia 2018 przeszedł na emeryturę.